# 룩 앤드 필
룩 앤드 필(Look and feel)은 마케팅, 브랜딩, 상표화와 같은 분야와 제품의 내용에 쓰이는 용어로, 사용자의 제품 체험과 겉모양, 인터페이스의 주된 기능을 나타낸다.
소프트웨어 디자인에서 룩 앤드 필은 그래픽 사용자 인터페이스의 관점에서 쓰이며 색, 모양, 레이아웃, 글꼴(룩)뿐 아니라 단추, 상자, 메뉴와 같은 동적인 요소의 동작(필)을 수반하는 디자인의 측면을 이루고 있다. 룩 앤드 필은 또한 API의 관점을 가리키기도 하며, 이 API의 관점 중 대부분은 기능적인 특성과 관련되어 있지는 않다. 룩 앤드 필이라는 용어는 소프트웨어와 웹사이트 두 곳에서 쓰인다.
룩 앤드 필은 다른 제품에도 적용할 수 있다. 이를테면, 문서에서 룩 앤드 필은 그래픽 레이아웃(문서 크기, 색, 글꼴 등)과 문체를 일컫기도 한다. 기기 환경에서 룩 앤드 필은 제품 라인의 제어, 디스플레이의 일관성을 일컫기도 한다.

## 같이 보기
- 버즈워드
- 위젯 툴킷